# Герб Балаганского района
Герб муниципального образования Балаганский район Иркутской области Российской Федерации.
Герб утверждён решением № 7/3-рд Думы Балаганского района от 19 августа 2003 года.
Герб внесён в Государственный геральдический регистр под регистрационным номером 1333.

## Описание герба
«Щит пересечён; вверху, в золотом поле — выходящий чёрный двуглавый орёл с золотыми клювами и червлёными (красными) языками, коронованный императорскими коронами и сопровождаемый вверху такой же короной большего размера (без лент); внизу, в зелёном поле — три (две и одна) золотые бурятские треугольные шляпы „братских казаков“»— Положение о гербе Балаганского района
Герб Балаганского района, в соответствии с Законом Иркутской области от 16.07.1997 N 30-03 «О гербе и флаге Иркутской области»", может воспроизводиться в двух равнодопустимых версиях:
 — с вольной частью — четырехугольном пространством, примыкающим к краю щита с изображением в нём герба области;
 — без вольной части.

## Описание символики
В основу герба Балаганского района взят исторический герб уездного города Балаганска Иркутского наместничества, Высочайше утверждённый 13 (24) марта 1777 года, подлиное описание которого гласит: «Въ верхней половине щита, золотой, Императорскій выходящій орелъ; нижняя часть зеленая, съ тремя треугольными золотыми шляпами каковыя братскіе казаки носятъ изъявляя симъ полевое обитание окружнымъ сего города жителямъ, и что въ семъ городъ съ сихъ казаковъ собираютъ подать».
Орёл символизирует храбрость, веру, победу, величие, власть
Чёрный цвет в геральдике символизирует благоразумие, мудрость, скромность, честность и вечность бытия.
Красный — право, сила, мужество, любовь, храбрость.
Золото — символ высшей ценности, прочности, силы, великодушия. Вместе с тем, золото — это цвет солнца, зерна, плодородия.
Зелёная часть герба показывает, что Балаганский район в основе своей является сельскохозяйственным.
Балаганский район в полной мере является геральдическим правопреемником уездного города Балаганска, и отнесение сохраняющего силу исторического городского герба 1777 года ко всему району вполне оправданно и отвечает современным геральдико-правовым требованиям.

## Истории герба
Исторический герб Балаганска был Высочайше утверждён 13 (24) марта 1777 года императрицей Екатериной II вместе с другими гербами городов Иркутской губернии (ПСЗ, 1777, Закон № 14598).
Герб Балаганска был составлен в Геральдической конторе под руководством герольдмейстера князя М. М. Щербатова.
В середине XIX века, в период геральдической реформы Кёне, был разработан проект нового герба уездного города Балаганска Иркутской губернии (официально не утверждён):
В золотом поле зелёное опрокинуто вогнутое остриё, делящее поле на две части в которых по одной зелёной бурятские треугольные шляпы «братских казаков», в острие одна — золотая. В вольной части герб Иркутской губернии. Щит увенчан серебряной стенчатой короной и наложен на золотые молотки, соединённые Александровской лентой.
В советский период исторический герб Балаганска не использовался.
19 августа 2003 года решением Думы Балаганского района было принято решение — восстановить исторический герб Балаганска, высочайше утверждённый 13 марта 1777 года, в качестве официального символа района.
Реконструкция исторического герба Балаганска была произведена «Союзом геральдистов России». Авторская группа реконструкции герба: реконструкция герба: Константин Мочёнов (Химки); обоснование символики: Галина Туник (Москва); компьютерный дизайн: Юрий Коржик (Воронеж).